# Улица Ломоносова (Пушкин)
Улица Ломоно́сова — улица в городе Пушкине (Пушкинский район Санкт-Петербурга). Проходит от Горной до Сапёрной улицы. На севере переходит в Кадетский бульвар, на юге — в Садовую улицу.
Название улица Ломоносова было присвоено в честь ученого М. В. Ломоносова. Однако дата присвоения неизвестна. Оно появилось в 1950-х годах.
Застройка улицы Ломоносова состоит преимущественно из индивидуальных домов. Многоквартирные здание расположены только на нечётной стороне между улицами Архитектора Данини и Кедринской, однако они получили адреса по этим двум улицам.
Нумерация по чётной стороне улицы Ломоносова начинается с номера 10, расположенного почти на углу с Кедринской улицей.
Возле дома 67 улица Ломоносова по безымянному мосту пересекает Гуммолосарский ручей.

## Транспорт
По улице Ломоносова ходит автобус № 373.

## Перекрестки
- Горная улица / Садовая улица
- улица Архитектора Данини
- Кедринская улица
- Пионерская улица
- Сапёрная улица / Кадетский бульвар